# Pseudacraea lucretia
Pseudacraea lucretia is een vlinder uit de onderfamilie Limenitidinae van de familie Nymphalidae. De wetenschappelijke naam van de soort is, als Papilio lucretia, voor het eerst geldig gepubliceerd in 1779 door Pieter Cramer.